# Ferdinand Capelle
Pour les articles homonymes, voir Capelle.

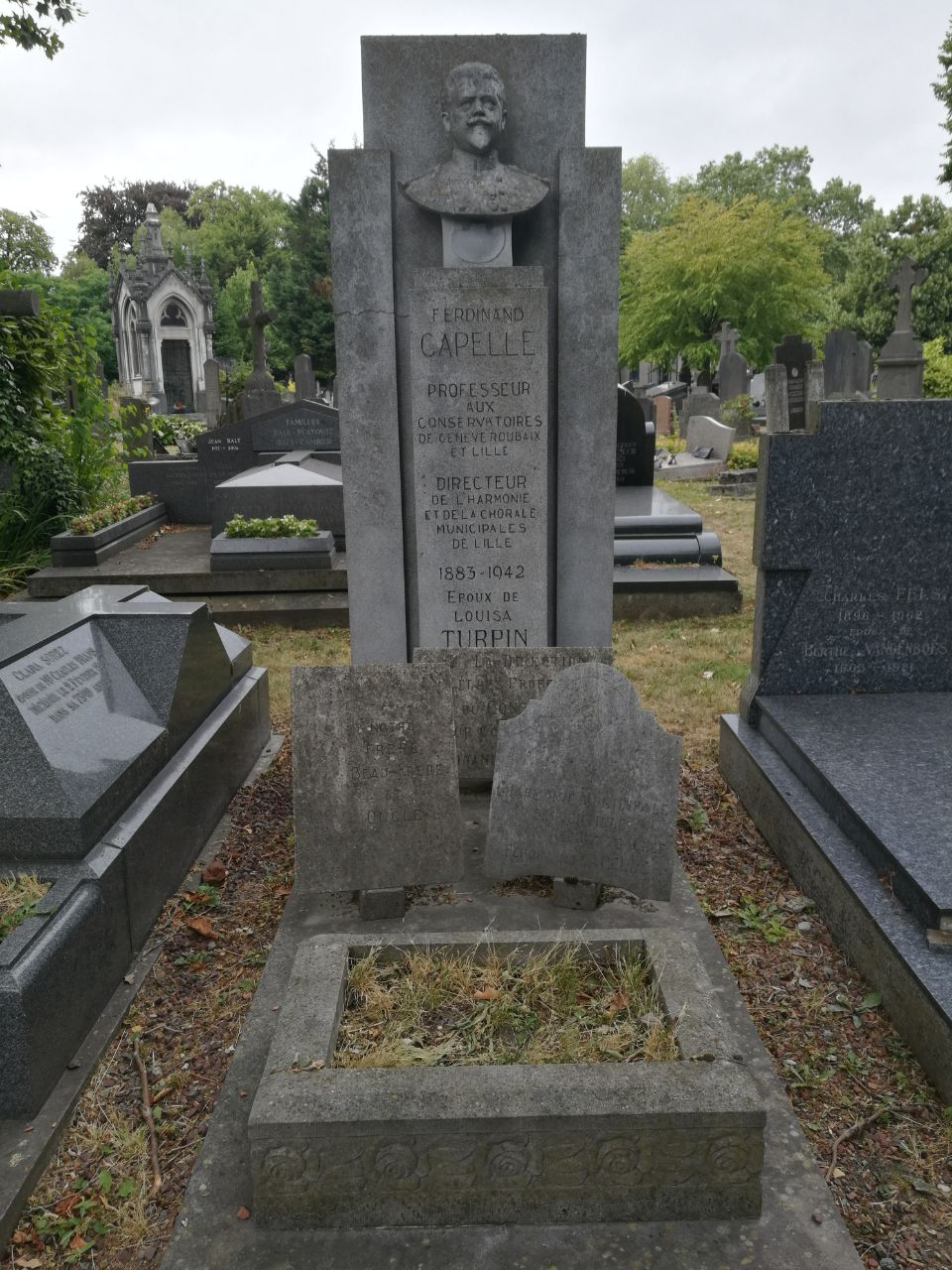
Tombe de Ferdinand Capelle au Cimetière de l'Est à Lille

Ferdinand Casimir Elie Capelle né à Neuf-Berquin le 24 avril 1883 et mort à La Madeleine le 15 octobre 1942, est un compositeur, clarinettiste, et chef d'orchestre français.

## Biographie

### Formation
Il fait ses études musicales au conservatoire de Paris où il obtient un premier prix en clarinette.

### Années d'activité
Il est ensuite professeur au conservatoire de Roubaix, dont il dirigera la grande harmonie, avant celle de Merville en 1912. Il devient professeur de clarinette au conservatoire de Lille, et en dirige l'harmonie en 1936.
Il fait partie de l'école française de clarinette comme son maître Henri Lefèbvre et aura notamment pour élèves : Daniel Bonade (1896-1976), Ulysse Delécluse (1907-1995), Henri Druart (1919-2011) et Désiré Dondeyne (1921-2015).
Il compose la musique de plusieurs chansons avec comme parolier Gérard Delaeter. Il meurt de maladie le 15 octobre 1942. Il publie notamment 20 Grandes études pour clarinette aux éditions Alphonse Leduc.
Il reprend diverses méthodes pour saxophone écrites par Hyacinthe Klosé comme les  Vingt-cinq études de mécanisme, pour le saxophone. Nouvelle édition entièrement revisée, corrigée, annotée et mise au point par Ferdinand Capelle (1928).

## Hommage
La route principale allant de Merville à Neuf-Berquin porte son nom.